# Guirane N'Daw
Guirane N'Daw (Rufisque, 24 aprile 1984) è un ex calciatore senegalese con passaporto francese di ruolo centrocampista.

## Palmarès

### Club

#### Competizioni nazionali
- Coppa di Francia: 1

Sochaux: 2006-2007
- Coppa di Lega francese: 1

Sochaux: 2003-2004